# Duncan Cumming
Sir Duncan Cumming, britanski general, * 1903, † 1979.
Med letoma 1974 in 1977 je bil predsednik Kraljeve geografske družbe.